# Traminda diatomaria
Traminda diatomaria là một loài bướm đêm trong họ Geometridae.